# Hereford (Teksas)
Hereford – miasto w Stanach Zjednoczonych, w stanie Teksas, w hrabstwie Deaf Smith. Według spisu w 2020 roku liczy 15 tys. mieszkańców.
Żywienie bydła jest głównym przemysłem miasta Hereford, a samo miasto nazywa się „Światową Stolicą Wołowiny”. W promieniu 50 mil od Hereford karmi się ponad trzy miliony sztuk bydła.